# 12 Heures
Pour le jeu vidéo, voir Stolen (jeu vidéo).
Pour plus de détails, voir Fiche technique et Distribution.
12 Heures ou Kidnappée au Québec (Stolen) est un film américain réalisé par Simon West et sorti en 2012.

## Synopsis
À La Nouvelle-Orléans, Will Montgomery (Nicolas Cage) et Vincent Kinsey (Josh Lucas) se préparent à un cambriolage. Ils sont épaulés par Riley (Malin Åkerman), leur chauffeur, et Hoyt (M. C. Gainey), expert en sécurité informatique. Ils ignorent qu'ils sont surveillés par l'agent du FBI Tim Harland (Danny Huston), qui sait que Will et Vincent procèdent depuis plusieurs semaines à la recherche d'une bijouterie et prévoient de les arrêter pour leur crime.
Will et Vincent pénètrent dans le magasin de jouets voisin en soufflant le mur adjacent. Harland leur donne quelques minutes avant d'envoyer ses agents dans la bijouterie, mais Will et Vincent ne sont pas là, ayant plutôt utilisé la bijouterie pour accéder à une banque. Dans la chambre forte, Will recueille 10 millions de dollars en billets emballées et emmène Vincent, qui surveillait une pile de lingots d’or. Ils rencontrent un concierge dans une ruelle. Vincent tente de tuer l'homme, mais Will l'arrête et Vincent se tire accidentellement une balle dans la jambe. Alors que leur camionnette s’arrête, Vincent entre et dit aux autres de partir, laissant Will échoué avec l’argent et l'arrivée  rapide du FBI. Après une poursuite en voiture, Will est coincé dans un bâtiment abandonné. Les agents l’arrêtent mais ne trouvent aucune trace de l’argent.
Huit ans plus tard, Will est libéré de prison. Il est ramené à la Nouvelle-Orléans par Harland, croyant que Will a caché l'argent avant son arrestation. Il le prévient qu'il le surveillera de près. Will retourne à sa fille Alison (Sami Gayle), estimant qu'elle se débat avec des problèmes d'abandon. Elle refuse de le laisser lui parler, cédant plutôt un paquet qui lui était adressé et qui était resté là ce matin-là. Elle part dans un taxi, dont on sait qu’il a suivi Will depuis sa libération.
Will se rend dans un bar voisin où travaille Riley. Comme ils parlent, le paquet commence à sonner. Will trouve un téléphone portable à l'intérieur et l'appelant se révèle être Vincent, le chauffeur du taxi, qui a maintenant kidnappé Alison et lui réclame les 10 millions de dollars du vol en dedans de 12 heures. Vincent dit qu'il suivra Will par téléphone et fera des appels réguliers auxquels il devra répondre ou Alison mourra. Vincent drogue Alison et l'enferme dans la malle du taxi.
Will, conscient que les hommes de Harland le suivent également, utilise la célébration du mardi gras pour s'échapper. Il achète un deuxième téléphone portable pour rediriger les appels du premier, puis installe le premier téléphone sur un train sortant pour lancer le suivi de Vincent. Will explique la situation à Harland, en lui jurant qu'il a brûlé les 10 millions de dollars juste avant son arrestation et demande de l'aide. Harland rejette cela, montrant que Vincent a été déclaré mort un an auparavant, un corps brûlé identifié par l'ADN.
Will est obligé de voler les informations d'identification du FBI pour trouver l'adresse actuelle de Hoyt, qui se révèle être en train de travailler avec Vincent et aider à suivre le téléphone. Ils ont un bref combat avant que les agents du FBI n'arrivent et tuent Hoyt avant que ce dernier ne puisse tirer sur eux. Will s'échappe, puis parle au répartiteur de taxis, où ils aident à identifier le taxi et l'emplacement actuel de Vincent. Dans un défilé de célébration, Will trouve le taxi appartient à un autre conducteur et Vincent a masqué le numéro d'identification du véhicule et rangé le système GPS dans la voiture.
Will est capturé à nouveau par les hommes de Harland, mais quand ils ne lui permettent pas de répondre à l'appel de Vincent, Will s'échappe après avoir percuté le véhicule. À l'appel, Will tente d'expliquer que l'argent a disparu, mais Vincent n'y croit pas et lui rappelle la date limite.
Will a alors une idée. Avec l'aide de Riley, ils se faufilent sous la berge où l'or était caché et utilisent une lance thermique pour faire fondre suffisamment d'or avant que leurs actions ne soient détectées. Riley s'en va pour distraire Harland. Will prend l'or à Vincent dans un parc d'attraction abandonné, mais Vincent allume le taxi en feu avec Alison toujours à l'intérieur. Will et Vincent se battent et Will prend un coup de feu. Il parvient toujours à pousser Vincent dans l’essence et à l’embraser, lui donnant le temps de conduire le taxi dans un étang voisin.
Alors qu'il se précipite pour libérer Alison du véhicule submergé, Will est attaqué par Vincent, mais il l'empale et le tue. Will sauve Alison et s'effondre alors que Harland arrive en hélicoptère. Harland assure Alison que Will ira bien, convaincu maintenant de la culpabilité de Vincent, et que Will soit amené pour recevoir des soins médicaux.
Quelque temps plus tard, Will, Riley et Alison profitent d'un barbecue l'après-midi, toujours surveillés par Harland, car l'or de la banque manque toujours. Will trouve un morceau de l'or fondu dans le camion de Riley - le montant manquant - et lui et Riley discutent s'il faut le garder ou le jeter, ce dernier effaçant Will de tout acte répréhensible. Après une réflexion, Will jette l'or dans un bayou, laissant Harland sans aucune preuve, il met donc fin à sa surveillance. Sans que Harland le sache, Will a jeté un leurre et laissé la pépite sur la table alors que les trois vont déjeuner.

## Fiche technique

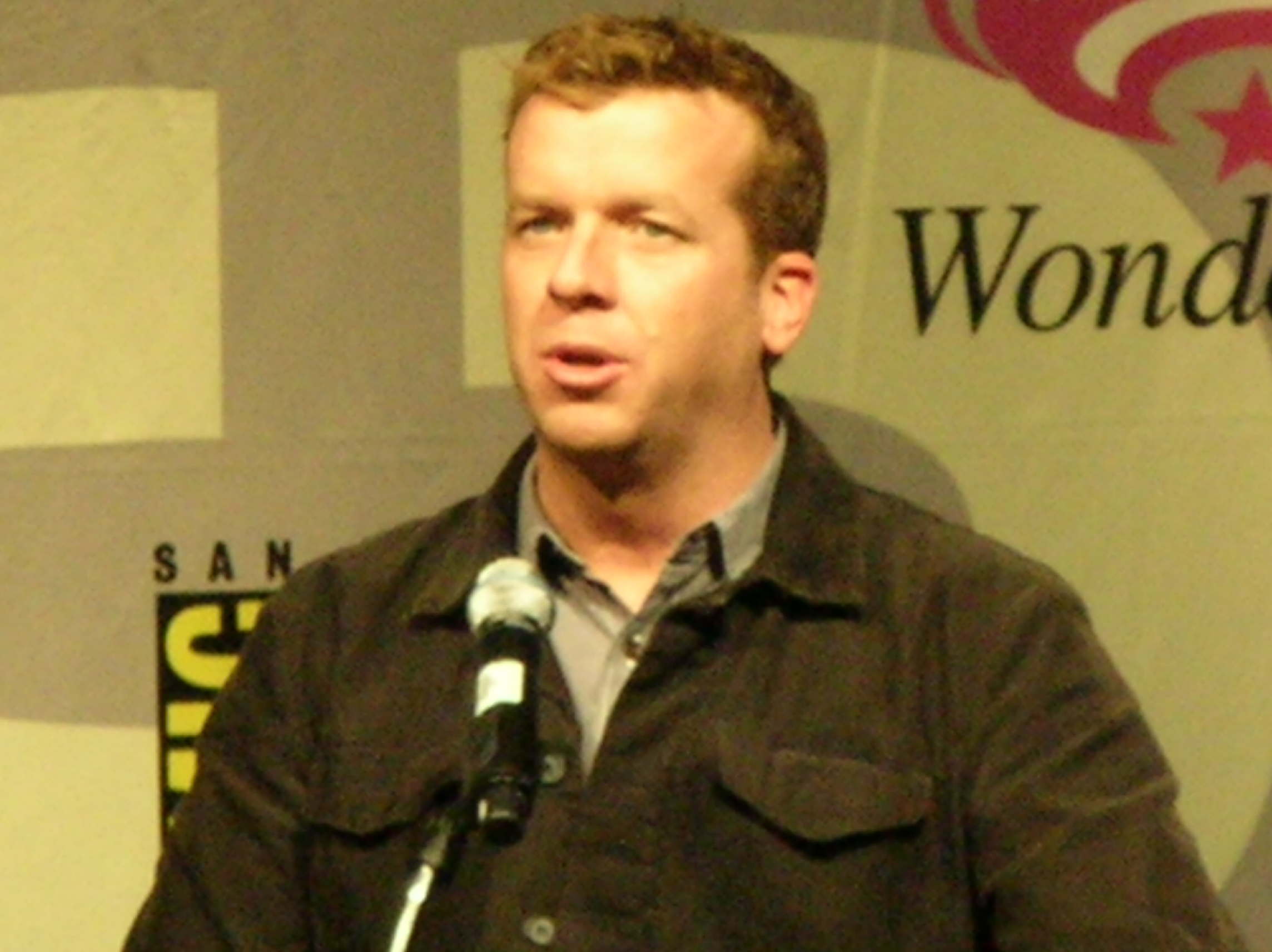
McG, producteur délégué

Source principale de la fiche technique :
- Titre original : Stolen
- Titre français : 12 Heures
- Titre québécois : Kidnappée
- Titre provisoire : Medallion[2]
- Réalisation : Simon West
- Scénario : David Guggenheim
- Direction artistique :
- Décors : Jaymes Hinkle
- Costumes : Christopher Lawrence
- Photographie : Jim Whitaker
- Montage : Glen Scantlebury
- Musique : Mark Isham
- Production : René Besson, Matthew Joynes et Jesse Kennedy
  - Production déléguée : Danny Dimbort, Kristina Dubin, Cassian Elwes (en), Avi Lerner, McG, Jib Polhemus, Trevor Short, John Thompson et Mary Viola
  - Production exécutive : Robert Ortiz
- Société de production : Millennium Films, Nu Image Films, Saturn Films, Wonderland Sound and Vision, Simon West Productions et Nu Boyana Film Studios
- Distribution : Millennium Entertainment (États-Unis), Nu Image Films (monde)
- Budget : 35 millions de dollars[3].
- Pays de production :  États-Unis
- Tournage : de mars 2011 au 3 juin 2011, à La Nouvelle-Orléans
- Format : Couleur - 2,35:1 - 35 mm
- Genre : action, thriller[4]
- Durée : 96 minutes
- Dates de sortie[2] :
  - États-Unis : 14 septembre 2012 (sortie limitée)
  - États-Unis : 8 janvier 2013 (en DVD et Blu-ray)
  - Belgique : 9 janvier 2013
  - France : 24 juillet 2013

## Distribution

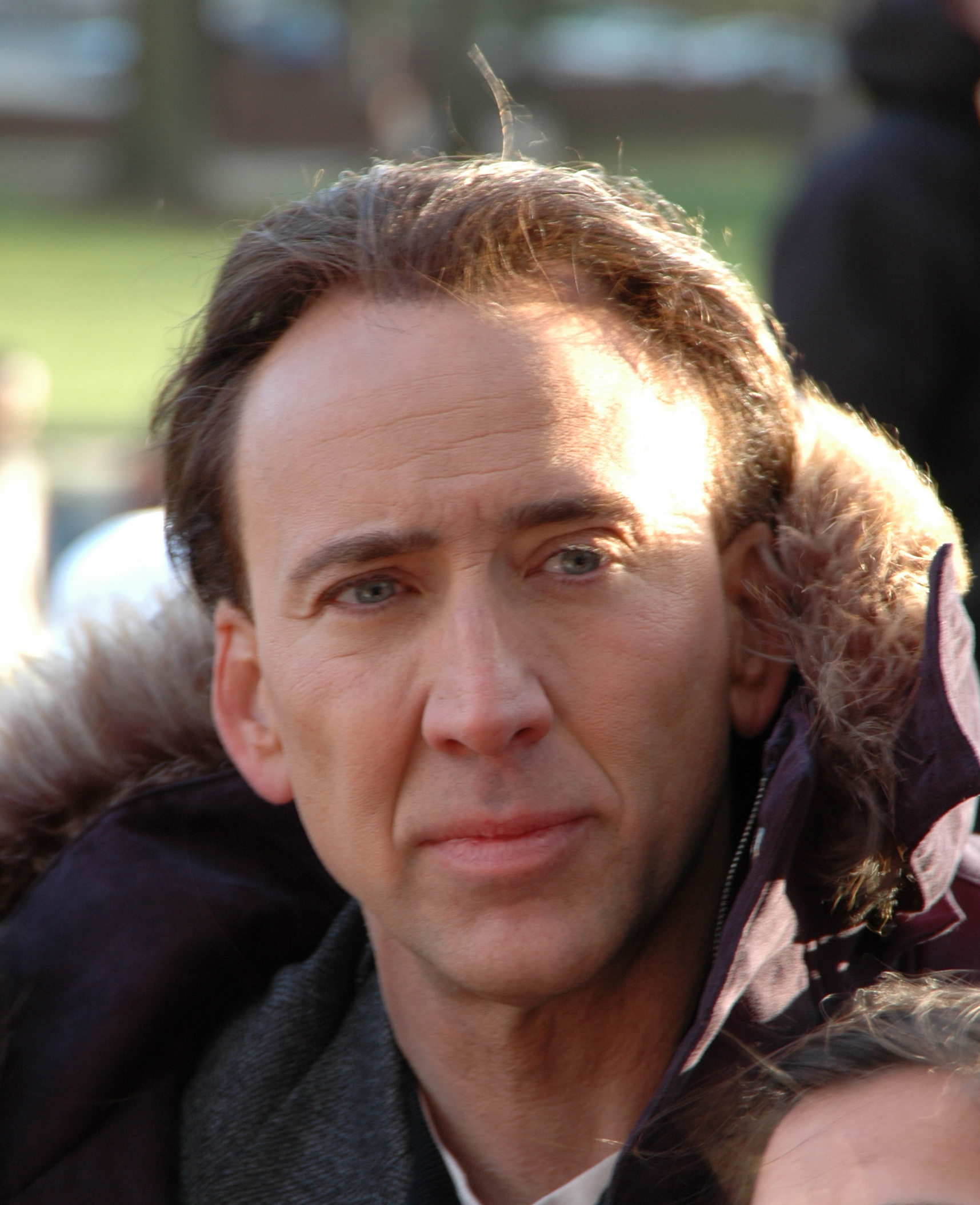
Nicolas Cage

Source principale de la distribution :
- Nicolas Cage (V. F. : Dominique Collignon-Maurin et V. Q. : Benoît Rousseau) : Will Montgomery
- Josh Lucas (V. F. : Alexis Victor et V. Q. : Patrice Dubois) : Vincent
- Malin Åkerman (V. F. : Barbara Kelsch et V. Q. : Camille Cyr-Desmarais) : Riley Jeffers
- Danny Huston (V. F. : Philippe Vincent et V. Q. : Sylvain Hétu) : Tim Harlend
- Mark Valley (V. F. : Boris Rehlinger et V. Q. : Daniel Picard) : Fletcher
- M. C. Gainey (V. F. : Paul Borne et V. Q. : Éric Gaudry) : Hoyt
- Sami Gayle (V. F. : Adeline Chetail et V. Q. : Annie Girard) : Alison
- Edrick Browne (V. F. : Namakan Koné) : Jacbos
- Jon Eyez (V. F. : Jean-Paul Pitolin) :  Bertrand
- Matt Nolan : Tessler
- Tanc Sade : Pete
- J. D. Evermore
- Marcus Lyle Brown : Matthews
- Garrett Hines : Aaron
- Dan Braverman (V. F. : Jacques Bouanich et V. Q. : Frédéric Desager) : Rene Lefleur

Source et légende : Version française (V. F.) sur AlloDoublage et Version québécoise (V.Q.) sur Doublage Québec.